# Saut en longueur féminin aux championnats du monde d'athlétisme 2019
Pour un article plus général, voir Championnats du monde d'athlétisme 2019.
Navigation
Londres 2017 Eugene 2021
L'épreuve du saut en longueur féminin des championnats du monde de 2019 se déroule les 5 et 6 octobre 2019 dans le Khalifa International Stadium, au Qatar. Il est remporté par l'Allemande Malaika Mihambo. 

## Critères de qualification
Pour se qualifier pour ces championnats 2019, il faut avoir réalisé 6,72 m ou plus entre le 7 septembre 2018 et le 6 septembre 2019.

## Médaillées
| Or              | Argent                | Bronze    |
| Malaika Mihambo | Maryna Bekh-Romanchuk | Ese Brume |

## Résultats

### Finale
| Rang               | Athlète                     | Pays        | Essais | Essais | Essais | Essais | Essais | Essais | Marque | Notes |
| Rang               | Athlète                     | Pays        | 1      | 2      | 3      | 4      | 5      | 6      | Marque | Notes |
| ------------------ | --------------------------- | ----------- | ------ | ------ | ------ | ------ | ------ | ------ | ------ | ----- |
| Médaille d'or      | Malaika Mihambo             | Allemagne   | 6,52 m | x      | 7,30 m | -      | 7,09 m | 7,16 m | 7,30 m | WL    |
| Médaille d'argent  | Maryna Bekh-Romanchuk       | Ukraine     | 6,81 m | x      | 6,77 m | x      | 6,92 m | 6,72 m | 6,92 m | SB    |
| Médaille de bronze | Ese Brume                   | Nigeria     | 6,83 m | 6,91 m | 6,90 m | 6,87 m | 6,84 m | 6,45 m | 6,91 m |       |
| 4                  | Tori Bowie                  | États-Unis  | 6,61 m | 6,49 m | x      | 6,81 m | 6,65 m | 6,57 m | 6,81 m | SB    |
| 5                  | Nastassia Mironchyk-Ivanova | Biélorussie | 6,53 m | x      | 6,76 m | 6,70 m | 6,55 m | 6,71 m | 6,76 m |       |
| 6                  | Alina Rotaru                | Roumanie    | 6,59 m | 6,66 m | 6,67 m | x      | 6,71 m | x      | 6,71 m |       |
| 7                  | Abigail Irozuru             | Royaume-Uni | 6,64 m | x      | 6,59 m | 6,59 m | 6,60 m | x      | 6,64 m |       |
| 8                  | Chanice Porter              | Jamaïque    | 6,30 m | 6,44 m | 6,56 m | 6,44 m | 6,24 m | 6,47 m | 6,56 m |       |
| 9                  | Shakeelah Saunders          | États-Unis  | x      | 6,28 m | 6,54 m |        |        |        | 6,54 m |       |
| 10                 | Brooke Stratton             | Australie   | 6,46 m | x      | 6,42 m |        |        |        | 6,46 m |       |
| 11                 | Shara Proctor               | Royaume-Uni | x      | 6,34 m | 6,43 m |        |        |        | 6,43 m |       |
| 12                 | Anastazia Nguyen            | Hongrie     | x      | 6,26 m | x      |        |        |        | 6,26 m |       |

### Qualification
Qualification : 6,75 m (Q) ou les 12 meilleures performeuses (q) se qualifient pour la finale.
| Rang | Groupe | Nom                         | Nationalité               | Saut   | Saut   | Saut   | Marque | Notes |
| Rang | Groupe | Nom                         | Nationalité               | 1      | 2      | 3      | Marque | Notes |
| ---- | ------ | --------------------------- | ------------------------- | ------ | ------ | ------ | ------ | ----- |
| 1    | B      | Malaika Mihambo             | Allemagne                 | 6,98 m |        |        | 6,98 m | Q     |
| 2    | A      | Ese Brume                   | Nigeria                   | 6,89 m |        |        | 6,89 m | Q     |
| 3    | A      | Tori Bowie                  | États-Unis                | 6,54 m | 6,77 m |        | 6,77 m | Q     |
| 4    | B      | Maryna Bekh-Romanchuk       | Ukraine                   | 6,69 m | 6,74 m |        | 6,74 m | Q     |
| 5    | A      | Alina Rotaru                | Roumanie                  | 6,57 m | 6,31 m | 6,72 m | 6,72 m | q     |
| 6    | B      | Abigail Irozuru             | Royaume-Uni               | 6,66 m | 6,70 m |        | 6,70 m | q     |
| 7    | B      | Nastassia Mironchyk-Ivanova | Biélorussie               | 6,41 m | 6,69 m |        | 6,69 m | q     |
| 8    | A      | Shara Proctor               | Royaume-Uni               | 6,54 m | 6,63 m | -      | 6,63 m | q     |
| 9    | A      | Brooke Stratton             | Australie                 | 6,43 m | 6,58 m | 6,43 m | 6,58 m | q     |
| 10   | A      | Chanice Porter              | Jamaïque                  | 6,50 m | 6,46 m | 6,57 m | 6,57 m | q     |
| 11   | A      | Anastazia Nguyen            | Hongrie                   | 6,41 m | x      | 6,54 m | 6,54 m | q     |
| 12   | B      | Shakeelah Saunders          | États-Unis                | 6,35 m | 6,27 m | 6,53 m | 6,53 m | q     |
| 13   | A      | Brittney Reese              | États-Unis                | 6,44 m | 6,43 m | 6,52 m | 6,52 m |       |
| 14   | B      | Jasmine Todd                | États-Unis                | 6,51 m | 6,50 m | 6,07 m | 6,51 m |       |
| 15   | A      | Eliane Martins              | Brésil                    | x      | 6,25 m | 6,50 m | 6,50 m |       |
| 16   | B      | Tissanna Hickling           | Jamaïque                  | 6,35 m | 6,49 m | 6,22 m | 6,49 m |       |
| 17   | B      | Tilde Johansson             | Suède                     | 6,34 m | 6,48 m | 6,48 m | 6,48 m |       |
| 18   | B      | Hilary Kpatcha              | France                    | 6,38 m | x      | 6,47 m | 6,47 m |       |
| 19   | B      | Jazmin Sawyers              | Royaume-Uni               | 6,45 m | 6,46 m | 6,45 m | 6,46 m |       |
| 20   | A      | Yanis David                 | France                    | 6,44 m | 6,46 m | x      | 6,46 m |       |
| 21   | A      | Éloyse Lesueur-Aymonin      | France                    | 6,34 m | 6,46 m | 6,39 m | 6,46 m |       |
| 22   | A      | Chantel Malone              | Îles Vierges britanniques | x      | 6,21 m | 6,45 m | 6,45 m |       |
| 23   | B      | Petra Farkas                | Hongrie                   | 6,08 m | 6,44 m | 6,20 m | 6,44 m |       |
| 24   | B      | Yelena Sokolova             | Athlète neutre autorisé   | 6,21 m | 6,43 m | 6,39 m | 6,43 m |       |
| 25   | A      | Adriana Rodriguez           | Cuba                      | 6,39 m | x      | 6,29 m | 6,39 m |       |
| 26   | B      | Maria Natalia Londa         | Indonésie                 | 6,31 m | 6,16 m | 6,36 m | 6,36 m |       |
| 27   | A      | Taika Koilahti              | Finlande                  | 6,33 m | 6,02 m | 6,35 m | 6,35 m |       |
| 28   | B      | Tania Vicenzino             | Italie                    | 6,19 m | x      | 6,23 m | 6,23 m |       |
| 29   | B      | Florentina Marincu-Iușco    | Roumanie                  | 6,22 m | 6,21 m | x      | 6,22 m |       |
| 30   | A      | Nektaría Panayí             | Chypre                    | 6,10 m | 6,21 m | 6,19 m | 6,21 m |       |
| 31   | A      | Laura Strati                | Italie                    | x      | x      | 6,05 m | 6,05 m |       |

## Légende
Records et Performances
- AR : Record continental (area record)
- CR : Record des championnats (championship record)
- MR : Record du meeting (meet record)
- NR : Record national (national record)
- OR : Record olympique (olympic record)
- PR : Record paralympique (paralympic record)
- PB : Record personnel (personal best)
- SB : Meilleure performance personnelle de la saison (season's best)
- WL : Meilleure performance mondiale de l'année (world leader)
- WJR : Record du monde junior (world junior record)
- WR : Record du monde (world record)

Circonstances et Conditions
- DNF : N'a pas terminé (did not finish)
- DNS : N'a pas pris le départ (did not start)
- DQ : Disqualification (disqualification)
- NM : Aucun essai valable enregistré (No Mark)
- Q : Qualifié « directement » au prochain tour (ou à la prochaine compétition), lors d'une compétition majeure, grâce au classement ou à la réalisation des minima (automatic qualifier)
- q : Qualifié au prochain tour (ou à la prochaine compétition), lors d'une compétition majeure, grâce au repêchage ou à la réalisation de l'une des meilleures performances parmi celles des « non qualifiés directement » (grâce au meilleur temps ou à la meilleure distance par exemple) (secondary qualifier)